# Mont Corydalle
Le mont Corydalle (en grec moderne : Κορυδαλλός) est une montagne située au nord de la plaine d'Athènes, dans la chaîne de l’Égialée qui se compose également du mont Icare, en Grèce.